# Peabody Institute

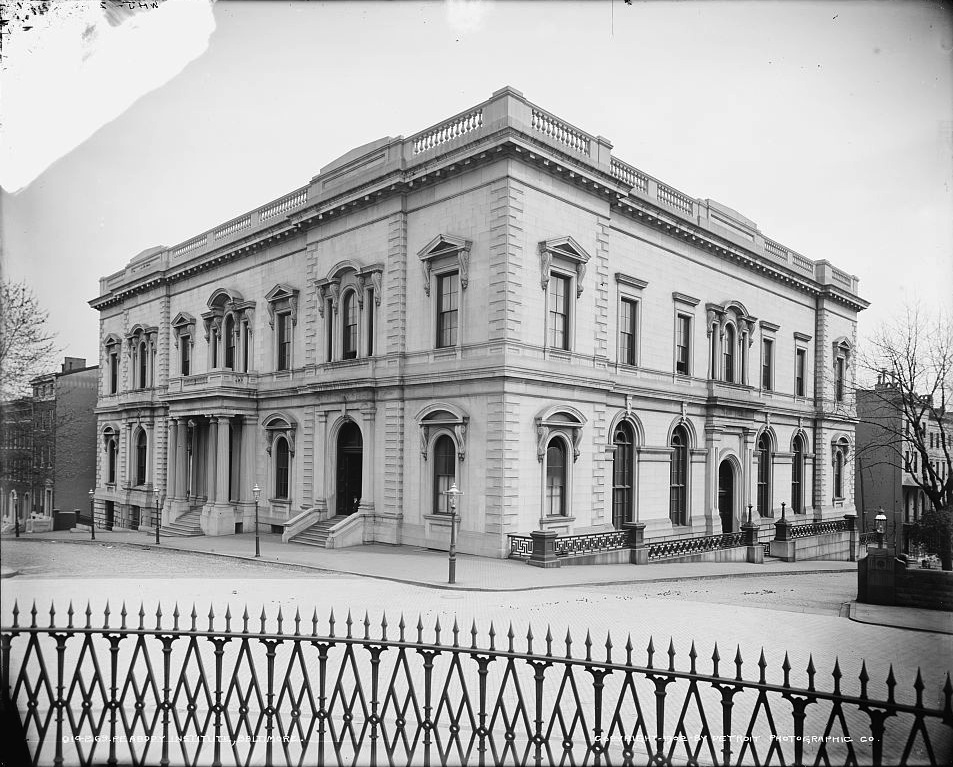
Peabody Institute, East Mount Vernon Place, um 1902

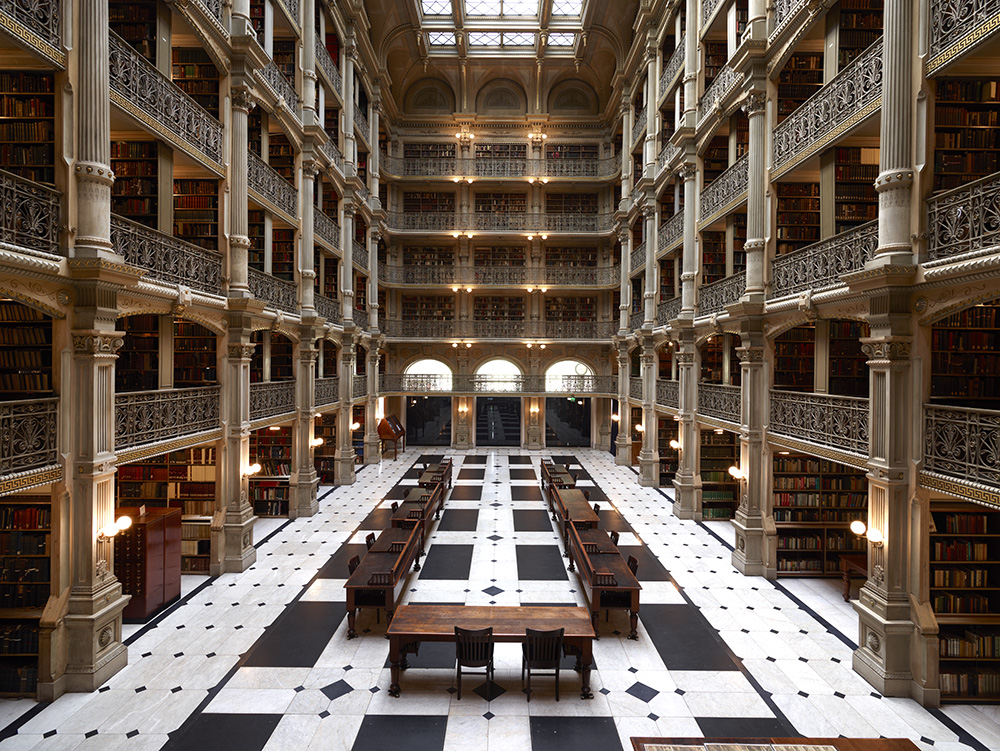
George Peabody Library, (Ostflügel) – erbaut 1878

Das Peabody Institute der Johns Hopkins University (JHU) ist ein Musik- und Tanz-Konservatorium und hochschulvorbereitende Schule in Baltimore, Vereinigte Staaten.
Das Peabody Institute wurde von dem Geschäftsmann, Bankier und Philanthropen George Peabody 1857 gegründet und 1866 eröffnet. Es ist das älteste Konservatorium in den Vereinigten Staaten. Seine Verbindung mit der Johns Hopkins University reicht bis 1977 zurück. Das Institut befindet sich im Stadtviertel Mount Vernon-Belvedere im Norden Baltimores, Maryland, Vereinigte Staaten, gegenüber dem Washington Monument an der Südost-Ecke der Straßen North Charles und East Monument (auch bekannt als Kreuzung des Mount Vernon Place und des Washington Place).

## Geschichte
George Peabody gründete das Institut mit einer Stiftung von etwa 800.000 USD. Er hatte sein Vermögen ursprünglich in Massachusetts erworben und später in Baltimore vermehrt. Hier lebte er von 1815 bis 1835. Er wurde noch erheblich reicher mit Bank- und Finanzgeschäften an seinen nächsten Lebensstationen in New York City und London, wo er der vermögendste US-Amerikaner seiner Zeit wurde.
Die Fertigstellung des Originalgebäudes von Architekt Edmund George Lind aus weißem Marmor im Greek Revival-Italianate-Stil (dem heutigen Westflügel) wurde durch den Sezessionskrieg verzögert. Es wurde 1866 von Peabody eingeweiht, der über den Nordatlantik aus London angereist war. Er sprach bei den Einweihungsfeierlichkeiten auf den Eingangsstufen gegenüber dem Washington Monument vor einer großen Menge von Ehrengästen, Bürgern sowie Hunderten Schülern aus den öffentlichen Schulen Baltimores. Geleitet von berühmten Musikern, Komponisten, Dirigenten und Peabody-Absolventen zogen das Konservatorium, die Konzerte und Vorlesungen, die Bibliothek und die Kunstgalerie, geführt von Literaten und intellektuellen Leuchten wie auch die jährlichen Preise mit Gold-, Silber und Bronzemedaillen mit Zertifikaten und Geldprämien für die Top-Absolventen der Stadt, bekannt als Peabody-Preise, eine bedeutende nationale Aufmerksamkeit auf das Institut und die wachsende Kultur der Stadt.
Unter strenger akademischer Führung wuchs das Peabody vom Ende des 19. und während des 20. Jahrhunderts zu einem international anerkannten kulturellen und literarischen Zentrum heran. Eine erhebliche Erweiterung in den Jahren 1877 und 1878 mit der Vervollständigung seiner östlichen Gebäudehälfte brachte einen deutlichen Wachstumsschub. Hier entstand mit der George Peabody Library mit ikonischen fünf übereinander gestapelten schmiedeeisernen Balkonen mit Bücherstapeln/-regalen, überragt von einem abgeschrägten Glasoberlicht, eine der schönsten und unverwechselbarsten Bibliotheken Amerikas.
Der 1878 errichtete Ostflügel des Gebäudes des Instituts am East Mount Vernon Place mit der angeschlossenen George Peabody Library gehört zu einer Reihe architektonisch bedeutenden Ensembles von Stadthäusern, Villen, Kunstgalerien, Clubs, Hotels und Kirchen um das erste Denkmal der US-amerikanischen Nation für seinen ersten Präsidenten, die sich zu dem Viertel Mount Vernon-Belvedere entwickelt hat. Es liegt in den sanften Hügeln im Norden Baltimores auf dem Grund des nahegelegenen Landsitzes „Belviedere“, Wohnsitz des Kommandeurs der berühmten „Maryland Line“-Truppen Kontinentalarmee im Amerikanischen Unabhängigkeitskrieg, Oberst John Eager Howard (1752–1827).
Das Institut wuchs von einer lokalen Akademie mit Kunst- und Skulpturen-Galerie, öffentlichen Vorlesungsreihen und der umfangreichen Präsenzbibliothek, die später zum Vorbild für das erste System öffentlicher Bibliotheken in den USA wurde. Die Bibliothek wurde von Peabodys Freund und Mit-„Bay-Stater“, dem Geschäftsmann und Philanthropen Enoch Pratt (1808–1896) angelegt und ausgestattet. Peabody und Pratt inspirierten den Stahlindustriellen und Multimillionär Andrew Carnegie, (1835–1919) aus Pittsburgh, Pennsylvania, der mehr als 2.500 Bibliotheken und Gebäude in den USA ausstattete.
1978 begann „The Peabody“ nach einem Partnerschaftsabkommen mit der Johns Hopkins University zusammenzuarbeiten. Sie war 1876 aus dem Nachlass eines anderen extrem reichen Geschäftsmanns, Johns Hopkins (1792–1873) gegründet worden. 1985 wurde das Institut offiziell einer Abteilung von „The Hopkins“.
Peabody ist eine von 156 Schulen in den USA, die einen Abschluss als Doktor der Musik anbietet.
Zum Institut gehören zwei Bibliotheken: die historische George Peabody Library (ursprünglich Peabody Institute Library), gegründet zur Institutseröffnung 1866, bekannt für seine Sammlung von Büchern aus dem 19. Jahrhundert und von Raritäten, und die Arthur Friedheim Library, benannt nach dem und Russland geborenen Pianisten und Dirigenten Arthur Friedheim (1859–1932), eine separate akademische Bibliothek für Musik, als Ergänzung zur ursprünglichen Bibliothek des Instituts, die mehr als 100.000 Bücher, Noten und Tonaufnahmen bereithält.
Das Konservatorium wurde später um eine hochschulvorbereitende Schule (“Peabody Prep”) und ein Auditorium ergänzt, dass auch als Konzerthalle verwendet wird. Nach den Anweisungen von Peabodys originaler Stiftung von 1857 kamen weitere Einrichtungen dazu: Eine Kunst- und Skulpturengalerie, eine Präsenzbibliothek, öffentliche Vorlesungsreihen und ein System von Gold-, Silber- und Bronze-Medaillen sowie Zertifikaten mit Geldprämien für die Top-Absolventen aus Baltimores öffentlichen erweiterten Schulen (die Central High School of Baltimore für Jungen, gegründet 1839, seit 1868 Baltimore City College, und die Eastern und Western High School für Mädchen, gegründet 1844). „Peabody Prizes“ werden seit dem Jahr nach der Gründung des Instituts an Top-Highschool-Absolventen verliehen. Sie ist seit 122 Jahren eine ehrenvolle jährliche Tradition mit öffentlichen Bekanntmachungen in den Medien der Stadt.
Ergänzungsbauten im Süden und Osten aus etwas schrill modernistischen hellbräunlich-braunen Backsteinen entlang der East Centre Street und Saint Paul Street mit einer ebenerdigen Garage und zwei Ecktürmen wurden 1971 errichtet. Während der frühen 1990er Jahre wurden mehrere erhaltene Stadthäuser an der Ostkreuzung mit St. Paul erworben und umgebaut. Dabei blieben die originalen Fassaden gegenüber den historischen Denkmalsplätzen und Pocket-Parks erhalten, das Innere wurde jedoch umgebaut und nach hinten erweitert. Im Süden wurde weitere Stadthäuser mit charakteristischen Balkonen mit verschnörkelten Eisenbalustraden mit Blick auf die North Charles Street und den South Washington Place für eine Seniorenherberge erworben. Dies ermöglichte es Peabody, seinen dichten Campus aus angegliederten Gebäuden auf dem gesamten von den Straßen Charles, Mount Vernon Place, St. Paul und Centre begrenzten Stadtblock abzurunden.

## Hochschulvorbereitung
Peabodys Hochschulvorbereitung bietet Anleitungs- und Vertiefungsprogamme für Kinder im schulfähigen Alter an mehreren Orten in Baltimore und umliegenden Counties: Downtown (Baltimore, Hauptcampus), Towson, Annapolis (Maryland Hall for the Creative Arts) und Howard County (in Kooperation mit drei Schulen).

### Peabody Kinderchor
Im Peabody Kinderchor singen Kinder von 6 bis 18 Jahren. Er ist in drei Gruppen aufgeteilt: Training Choir, Choristers und Cantate, nach Alter gestaffelt. Sie üben wöchentlich in Towson oder Columbia, Maryland, und singen zweimal jährlich in Konzerten unter Leitung von Doreen Falby, Bradley Permenter und Julia Sherriff. Cantate, mit Kindern im Alter von 12 bis 18, tritt oft mit anderen Gruppen auf, wie dem Baltimore Symphony Orchestra, dem Baltimore Chamber Orchestra, dem Mid-Atlantic Symphony Orchestra und der Baltimore Choral Arts Society. Er tourt zudem regional und international.

## Studierende (Auswahl)
- Tori Amos (* 1963), Sängerin, Songwriterin
- Jessye Norman (1945–2019), Sopran
- Dominick Argento (1927–2019), Komponist
- Zuill Bailey (* 1972), Cellist
- Manuel Barrueco (* 1952), Gitarrist
- Carter Brey, Cellist
- Petrit Çeku, Gitarrist
- Angelin Chang, Pianist
- George Colligan (* 1969), Pianist, Trompeter, Schlagzeuger, Komponist
- Joshua Fineberg, Komponist
- Virgil Fox (1912–1980), Organist
- James Allen Gähres (* 1943), Dirigent
- Philip Glass (* 1937), Komponist[6]
- Hilary Hahn (* 1979), Violinist
- Michael Hedges (1953–1997), Gitarrist
- Michael Hersch, Komponist
- Margarita Höhenrieder (* 1956), Pianist
- Kim Kashkashian (* 1952), Violinist
- Fred Karpoff, Pianist und Kunstlehrer
- Kevin Kenner, Pianist
- O'Donel Levy (1945–2016), Gitarrist
- Alan D. Marks, Pianist und Komponist
- David Meece, Sänger, Songwriter
- Su Meng, Gitarristin
- Sylvia Meyer, Harfenist; erstes weibliches Mitglied des National Symphony Orchestra
- Thomas F. McNulty, ein Präsident von WWIN-FM Baltimore, Mitglied des Maryland House of Delegates von 1942–1946
- Piotr Pakhomkin, Gitarrist
- Rebecca Pitcher, Schauspielerin
- Awadagin Pratt, Pianist
- Lance Reddick (1962–2023), Schauspieler, Musiker
- Ilyich Rivas, Dirigent
- Lillian Smith, Autorin von Strange Fruit
- Ana Vidović (* 1980), Gitarristin
- André Watts (1946–2023), Pianist
- Igor Zubkovsky, Cellist

## Lehrende (Auswahl)
- Diran Alexanian (1881–1954), Cello
- Manuel Barrueco (* 1952), Gitarre
- Oscar Bettison, Komposition
- George Frederick Boyle (1886–1948), Piano
- Garnett Bruce, Oper
- Elliott Carter (1908–2012), Komposition (1946–1948)
- Jay Clayton, Jazz
- Thomas Dolby (* 1958), Musik für Neue Medien
- Du Yun (* 1977), Komposition
- David Fedderly, Tuba
- Jeremy Filsell (* 1964), Orgel
- Leon Fleisher (1928–2020), Piano
- Virgil Fox (1912–1980), Organist
- Elizabeth Futral, Stimmbildung
- Asger Hamerik (1843–1923), Direktor (1871–1898)
- Michael Hersch, Komposition
- Ernest Hutcheson (1871–1951), Piano
- Jean Eichelberger Ivey, Komposition, elektronische Musik
- Katharine Lucke (1875–1962), Orgel, Komposition
- Nicholas Maw (1935–2009), Komposition
- Anthony McGill, Klarinette
- Gustav Meier (1929–2016), Dirigent
- Edward Palanker, Klarinette
- Amit Peled, Cello
- Marina Piccinini, Flöte
- Joel Puckett, Theorie
- Kevin Puts (* 1972), Komposition
- Hollis Robbins, Geisteswissenschaften
- Berl Senofsky (1926–2002), Violine
- John Shirley-Quirk (1931–2014), Stimmbildung
- Robert van Sice, Percussion
- Gary Thomas, Jazz
- Barry Tuckwell (1931–2020), Horn
- Frank Valentino, Stimmbildung
- John Walker, Orgel
- Chen Yi, Komposition (1996–1998)